# Награды Министерства юстиции Российской Федерации
Ведомственные знаки отличия Министерства юстиции Российской Федерации — ведомственные награды федерального органа исполнительной власти Российской Федерации — Министерства юстиции.
Ведомственные знаки отличия Министерства юстиции Российской Федерации учреждаются в целях поощрения и награждения руководителей подведомственных федеральных служб, федеральных государственных гражданских служащих и работников Министерства юстиции Российской Федерации, подведомственных федеральных служб и учреждений Минюста России, сотрудников уголовно-исполнительной системы, а также граждан Российской Федерации и иностранных граждан, оказывающих содействие в решении задач, возложенных на Министерство юстиции Российской Федерации. 
Ведомственными знаками отличия Министерства юстиции Российской Федерации являются ведомственные награды, которые подразделяются на почётные звания, медали, нагрудные знаки, знаки отличия, почётные грамоты и благодарности.
Действующее положение о ведомственных знаках отличия Министерства юстиции Российской Федерации утверждено приказом министра юстиции от 17 июля 2013 года № 116 (с последовавшими изменениями) «О ведомственных наградах Министерства юстиции Российской Федерации».
В структуру Министерства юстиции Российской Федерации входят подведомственные структуры — Федеральная служба исполнения наказаний (ФСИН) и Федеральная служба судебных приставов (ФССП), имеющие свои ведомственные знаки отличия, также представленные в этом списке.

## Награды Министерства юстиции Российской Федерации
| Изображение | Название награды                                                                            | Дата учреждения              | Примечания |
| Действующие награды | Действующие награды                                                                         | Действующие награды          | Действующие награды |
| --- | ------------------------------------------------------------------------------------------- | ---------------------------- | --- |
| | Звание «Почётный работник Министерства юстиции Российской Федерации»                        | 17 июля 2013                 | Высший знак отличия Министерства юстиции Российской Федерации                                                                    |
| Медаль Анатолия Кони — вариант до 2013 года · Лента медали Анатолия Кони — вариант до 2013 года · Лента медали Анатолия Кони — вариант с 2013 года | Медаль Анатолия Кони                                                                        | 25 февраля 2000 17 июля 2013 | Учреждена в 2000 году, переучреждена в 2013 году с изменением внешнего вида медали и расцветки ленты                             |
| | Медаль Гавриила Державина                                                                   | 17 июля 2013                 | |
| | Нагрудный знак «За заслуги»                                                                 | 11 июля 2014                 | |
| | Медаль «За отличие» двух степеней — I и II степени                                          | 11 июля 2014                 | |
| | Медаль «Ветеран Министерства юстиции Российской Федерации»                                  | 17 июля 2013                 | |
| Лента медали «За службу» 1-й степени — вариант до 2007 года · Лента медали «За службу» 1-й степени — вариант с 2013 года                           | Медаль «За службу» трёх степеней — I, II, III степени                                       | 25 февраля 2000 17 июля 2013 | Учреждена в 2000 году и отменена в 2007 году, повторно учреждена в 2013 году с изменением внешнего вида медали и расцветки ленты |
| | Медаль «За добросовестный труд» двух степеней — I и II степени                              | 17 июля 2013                 | |
| | Медаль «За содействие» двух степеней — золотая и серебряная                                 | 17 июля 2013                 | |
| | Почётная грамота Министерства юстиции Российской Федерации                                  | 15 декабря 1997 17 июля 2013 | Учреждена в 1997 году, переучреждена в 2013 году                                                                                 |
| | Благодарность Министерства юстиции Российской Федерации                                     | 1 сентября 2020              | |
| | Знак отличия «Почётный наставник Министерства юстиции Российской Федерации»                 | 13 декабря 2018              | |
| Отменённые награды |                                                                                             |                              | |
| | Наградное оружие                                                                            | 9 июня 2000                  | Учреждено в 2000 году и отменено в 2007 году                                                                                     |
| | Нагрудный знак «Почётный работник юстиции России»                                           | 28 августа 2002              | Учреждён в 2002 году и отменён в 2013 году                                                                                       |
| | Медаль «За доблесть» двух степеней — серебряная и бронзовая                                 | 7 марта 2000                 | Учреждена в 2000 году и отменена в 2007 году                                                                                     |
| | Медаль «За усердие» двух степеней — I и II степени                                          | 27 апреля 2000               | Учреждена в 2000 году и отменена в 2007 году                                                                                     |
| | Медаль «За укрепление уголовно-исполнительной системы» двух степеней — золотая и серебряная | 7 марта 2000                 | Учреждена в 2000 году и отменена в 2007 году                                                                                     |
| | Медаль «В память 200-летия Минюста России»                                                  | 29 мая 2002                  | Учреждена в 2002 году и отменена в 2007 году                                                                                     |
| | Медаль «В память 125-летия уголовно-исполнительной системы России»                          | 20 ноября 2003               | |
| | Памятный знак «125 лет уголовно-исполнительной системе России»                              | 24 декабря 2003              | |
| | Медаль «Ветеран уголовно-исполнительной системы»                                            | 7 марта 2000                 | Учреждена в 2000 году и отменена в 2007 году                                                                                     |
| | Нагрудный знак «За службу на Кавказе»                                                       | 17 октября 2002              | Учреждён в 2002 году и отменён в 2007 году                                                                                       |

## Награды подведомственных федеральных органов исполнительной власти

### Награды Федеральной службы исполнения наказаний
Ведомственные знаки отличия Федеральной службы исполнения наказаний предназначены для награждения работников уголовно-исполнительной системы Российской Федерации (УИС), а также иных лиц, оказавших содействие в выполнении задач, возложенных на УИС, и являются формой поощрения и стимулирования труда работников УИС.
Ведомственными знаками отличия Федеральной службы исполнения наказаний являются ведомственные награды, которые подразделяются на почётные звания, медали, нагрудные знаки и почётные грамоты.
Действующее положение о ведомственных знаках отличия Федеральной службы исполнения наказаний утверждено приказом ФСИН от 27 сентября 2019 года № 871 (с последовавшими изменениями) «О ведомственных наградах Федеральной службы исполнения наказаний».
| Изображение         | Название награды | Дата учреждения     | Примечания |
| Действующие награды | Действующие награды | Действующие награды | Действующие награды |
| ------------------- | --- | ------------------- | --- |
|                     | Звание «Почётный работник уголовно-исполнительной системы»                                                                    | 27 июля 2010        | Учреждено в 2010 году, переучреждено в 2014 и 2019 годах. Высшее ведомственное отличие ФСИН России                                                                                                |
|                     | Медаль Михаила Галкина-Враского                                                                                               | 23 декабря 2014     | Учреждена в 2014 году, переучреждена в 2019 году |
|                     | Медаль «За доблесть в службе»                                                                                                 | 10 ноября 2005      | Учреждена в 2005 году, переучреждена в 2014 и 2019 годах |
|                     | Медаль «За вклад в развитие уголовно-исполнительной системы России» двух степеней — золотая и серебряная                      | 10 ноября 2005      | Учреждена в 2005 году, переучреждена в 2014 и 2019 годах |
|                     | Медаль «За усердие в службе» двух степеней — I и II степени                                                                   | 10 ноября 2005      | Учреждена в 2005 году, переучреждена в 2014 и 2019 годах |
|                     | Медаль Фёдора Гааза | 28 февраля 2005     | Учреждена в 2005 году, переучреждена в 2014 и 2019 годах |
|                     | Медаль «Ветеран уголовно-исполнительной системы России»                                                                       | 10 ноября 2005      | Учреждена в 2005 году, переучреждена в 2014 и 2019 годах |
|                     | Медаль «За отличие в службе» трёх степеней — I, II, III степени                                                               | 10 ноября 2005      | Учреждена в 2005 году, переучреждена в 2014 и 2019 годах |
|                     | Медаль «За отличие в труде»                                                                                                   | 23 декабря 2014     | Учреждена в 2014 году, переучреждена в 2019 году |
|                     | Юбилейная медаль «100 лет финансово-экономической службе»                                                                     | 28 июня 2018        | Учреждена в 2018 году, переучреждена в 2019 году |
|                     | Юбилейная медаль «100 лет уголовно-исполнительным инспекциям»                                                                 | 28 июня 2018        | Учреждена в 2018 году, переучреждена в 2019 году |
|                     | Медаль «20 лет Управлению „Л“»                                                                                                | 26 сентября 2016    | Учреждена в 2016 году, переучреждена в 2019 году |
|                     | Нагрудный знак «Почётный наставник»                                                                                           | 27 сентября 2019    | |
|                     | Нагрудный знак «Лучший работник психологической службы»                                                                       | 23 декабря 2014     | Учреждён в 2014 году, переучреждён в 2019 году |
|                     | Нагрудный знак «Лучший работник службы делопроизводства и архива»                                                             | 27 сентября 2019    | Заменил собой нагрудный знак «Лучший работник службы делопроизводства и режима» |
|                     | Нагрудный знак «Лучший работник службы кадров и работы с личным составом»                                                     | 23 декабря 2014     | Учреждён в 2014 году, переучреждён в 2019 году |
|                     | Нагрудный знак «Лучший работник службы капитального строительства»                                                            | 23 декабря 2014     | Учреждён в 2014 году, переучреждён в 2019 году |
|                     | Нагрудный знак «Лучший работник службы материально-технического обеспечения»                                                  | 23 декабря 2014     | Учреждён в 2014 году, переучреждён в 2019 году |
|                     | Нагрудный знак «Лучший работник службы социальной и воспитательной работы с осужденными»                                      | 23 декабря 2014     | Учреждён в 2014 году, переучреждён в 2019 году |
|                     | Нагрудный знак «Лучший работник учреждений и органов, исполняющих наказания, не связанные с изоляцией осужденных от общества» | 6 октября 2020      | Заменил собой нагрудный знак «Лучший работник уголовно-исполнительной инспекции» |
|                     | Нагрудный знак «Лучший работник финансово-экономической службы»                                                               | 23 декабря 2014     | Учреждён в 2014 году, переучреждён в 2019 году |
|                     | Нагрудный знак «Лучший работник юридической службы»                                                                           | 23 декабря 2014     | Учреждён в 2014 году, переучреждён в 2019 году |
|                     | Нагрудный знак «Лучший сотрудник конвойной службы»                                                                            | 23 декабря 2014     | Учреждён в 2014 году, переучреждён в 2019 году |
|                     | Нагрудный знак «Лучший сотрудник оперативной службы»                                                                          | 23 декабря 2014     | Учреждён в 2014 году, переучреждён в 2019 году |
|                     | Нагрудный знак «Лучший сотрудник отдела специального назначения»                                                              | 23 декабря 2014     | Учреждён в 2014 году, переучреждён в 2019 году |
|                     | Нагрудный знак «Лучший сотрудник службы безопасности»                                                                         | 23 декабря 2014     | Учреждён в 2014 году, переучреждён в 2019 году |
|                     | Нагрудный знак «Лучший сотрудник службы охраны»                                                                               | 23 декабря 2014     | Учреждён в 2014 году, переучреждён в 2019 году |
|                     | Нагрудный знак «Лучший работник службы инженерно-технического обеспечения и вооружения»                                       | 1 августа 2016      | Учреждён в 2016 году, переучреждён в 2019 году |
|                     | Нагрудный знак «Лучший работник службы собственной безопасности»                                                              | 1 августа 2016      | Учреждён в 2016 году, переучреждён в 2019 году |
|                     | Нагрудный знак «Лучший работник службы специального учёта»                                                                    | 21 августа 2017     | Учреждён в 2017 году, переучреждён в 2019 году |
|                     | Нагрудный знак «Лучший работник производственно-технической службы»                                                           | 31 октября 2018     | Учреждён в 2018 году, переучреждён в 2019 году |
|                     | Нагрудный знак «Лучший работник ревизионной службы»                                                                           | 31 октября 2018     | Учреждён в 2018 году, переучреждён в 2019 году |
|                     | Нагрудный знак «Лучший сотрудник службы „Л“»                                                                                  | 27 сентября 2019    | |
|                     | Нагрудный знак «Лучший работник подразделений по защите государственной тайны»                                                | 27 сентября 2019    | Заменил собой нагрудный знак «Лучший работник службы делопроизводства и режима» |
|                     | Нагрудный знак «Лучший работник организационно-инспекторской службы»                                                          | 8 ноября 2021       | |
|                     | Почётная грамота Федеральной службы исполнения наказаний                                                                      | 5 апреля 2011       | Переучреждёна в 2014 и 2019 годах |
|                     | Благодарность директора Федеральной службы исполнения наказаний                                                               | 5 апреля 2011       | |
| Отменённые награды  | |                     | |
|                     | Нагрудный знак «Лучший работник уголовно-исполнительной инспекции»                                                            | 27 сентября 2009    | Учреждён в 2009 году, переучреждён в 2014 и 2019 годах. В 2020 году заменён знаком «Лучший работник учреждений и органов, исполняющих наказания, не связанные с изоляцией осужденных от общества» |
|                     | Нагрудный знак «Лучший работник службы делопроизводства и режима»                                                             | 23 декабря 2014     | Учреждён в 2014 году, в 2019 году заменён знаками «Лучший работник службы делопроизводства и архива» и «Лучший работник подразделений по защите государственной тайны»                            |
|                     | Почётный знак «За отличие в службе» двух степеней — I и II степени                                                            | 20 августа 1996     | Учреждён в 1996 году, отменён в 2001 году |

### Награды Федеральной службы судебных приставов
Ведомственные знаки отличия Федеральной службы судебных приставов предназначены для награждения сотрудников, федеральных государственных гражданских служащих, рабочих и служащих органов принудительного исполнения Российской Федерации, а также иных лиц, оказавших содействие в выполнении задач, возложенных на органы принудительного исполнения Российской Федерации, и являются формой поощрения и стимулирования труда работников органов принудительного исполнения.
Ведомственными знаками отличия Федеральной службы судебных приставов являются ведомственные награды, которые подразделяются на почётные звания, медали, нагрудные знаки и почётные грамоты.
Действующее положение о ведомственных знаках отличия Федеральной службы судебных приставов утверждено приказом ФССП от 19 июня 2020 года № 476 (с последовавшими изменениями) «О ведомственных наградах органов принудительного исполнения Российской Федерации».
| Изображение награды | Название                                                                                          | Дата учреждения | Примечания |
| ------------------- | ------------------------------------------------------------------------------------------------- | --------------- | --- |
|                     | Медаль «За верность долгу»                                                                        | 2 октября 2009  | Учреждена Приказом ФССП России от 2 октября 2009 г. № 426 «О внесении изменений и дополнений в приказ Федеральной службы судебных приставов от 26 июля 2006 г. № 89 „Об учреждении ведомственных наград Федеральной службы судебных приставов“»                                                            |
|                     | Медаль «За вклад в развитие Федеральной службы судебных приставов»                                | 26 июля 2006    | Учреждена Приказом ФССП России от 26 июля 2006 г. № 89 «Об учреждении ведомственных наград Федеральной службы судебных приставов» |
|                     | Медаль «За доблесть»                                                                              | 2 октября 2009  | Учреждена Приказом ФССП России от 2 октября 2009 г. № 426 «О внесении изменений и дополнений в приказ Федеральной службы судебных приставов от 26 июля 2006 г. № 89 „Об учреждении ведомственных наград Федеральной службы судебных приставов“»                                                            |
|                     | Медаль «За заслуги»                                                                               | 26 июля 2006    | Учреждена Приказом ФССП России от 26 июля 2006 г. № 89 «Об учреждении ведомственных наград Федеральной службы судебных приставов» |
|                     | Медаль «Ветеран Федеральной службы судебных приставов»                                            | 26 июля 2006    | Учреждена Приказом ФССП России от 26 июля 2006 г. № 89 «Об учреждении ведомственных наград Федеральной службы судебных приставов» |
|                     | Медаль «За службу» трёх степеней — I, II и III степени                                            | 26 июля 2006    | Учреждена Приказом ФССП России от 26 июля 2006 г. № 89 «Об учреждении ведомственных наград Федеральной службы судебных приставов» |
|                     | Медаль «10 лет Федеральной службе судебных приставов»                                             | 20 июля 2007    | Учреждена Приказом ФССП России от 20 июля 2007 г. № 343 «Об учреждении медали „10 лет Федеральной службе судебных приставов“, памятного знака „10 лет Федеральной службе судебных приставов“ и памятного знака „10 лет Федеральной службе судебных приставов“ для ношения на лацкане гражданского костюма» |
|                     | Медаль «150 лет основания института судебных приставов»                                           | 26 марта 2015   | Учреждена Приказом ФССП России от 26 марта 2015 г. № 208 «Об учреждении медали Федеральной службы судебных приставов „150 лет основания института судебных приставов“» |
|                     | Медаль «За международное сотрудничество»                                                          | 30 июля 2013    | |
|                     | Знак «Почётный работник Федеральной службы судебных приставов»                                    | 26 июля 2006    | |
|                     | Нагрудный знак «Лучший судебный пристав-исполнитель»                                              | 26 июля 2006    | |
|                     | Нагрудный знак «Лучший судебный пристав по обеспечению установленного порядка деятельности судов» | 26 июля 2006    | |
|                     | Нагрудный знак «Лучший дознаватель»                                                               |                 | |
|                     | Знак отличия «За безупречную службу»                                                              |                 | |
|                     | Знак отличия «Почётный наставник»                                                                 |                 | |
|                     | Почётная грамота Федеральной службы судебных приставов                                            |                 | |
|                     | Благодарность Директора Федеральной службы судебных приставов                                     |                 | |